# DC宇宙
DC宇宙（英語：DC Universe）是指以DC漫画公司旗下漫画（但不是全部，如：「守望者」要直到《DC宇宙重生》才正式加入DC宇宙一員）所组成的统一的世界观，其中包括漫画中人物（超人、蝙蝠侠、绿光戰警、神力女超人及闪电侠等）、宇宙、神灵（上帝、新神等）、历史走向、物理规律等。
DC漫画的主要竞争对手漫威漫画同样采用类似的平行宇宙世界观。
在上世纪50年代，DC漫画公司收购了许多漫画公司（如惊奇队长（沙贊）原本就并非属于DC漫画），为了使得不同系列的漫画在设定上不产生逻辑上的冲突，DC漫画公司提出了平行宇宙的概念。
但是随着时间的推移，各种平行宇宙数目逐渐增多，漫画人物及其设定产生混乱，DC漫画公司借助一起大事件：無限地球危机，对整个DC宇宙设定进行重新修改，平行世界被消除、除了少部分来自不同世界的英雄以原本的身分留在唯一的宇宙－新地球（英語：New Earth）外大多數的超級英雄們或多或少在背景設定產生了一定的更改。
而有些白銀時代的超級英雄（如美國正義協會），則以老前輩的身分登場於新地球。
之後又推出一個名為52的大事件, 其结果是重新产生52个平行宇宙。不過正史世界依然是新地球。
在2011年的大事件《閃點》過後，DC宇宙由于被曼哈顿博士改寫了正義會社的存在導致超人起源被改變，最終再次導致宇宙重啟，正史世界被主世界（英語：Prime Earth）取代，至此貫穿新52計畫和重生計畫的「新52宇宙」開啟。
2020年1月《末日警鐘》第12刊中，曼哈頓博士最終決定修復閃點時犯下的錯誤，并修復了超人的起源。至此所以DC宇宙的被全面合併為一條時間線。

## 其他媒體

### 電影
- DC漫畫改編電影列表
  - 蝙蝠俠系列電影
  - 超人系列電影
  - DC擴展宇宙

### 電視
- DC漫畫改編電視劇列表
  - 綠箭宇宙

### 動畫
- DC動畫宇宙
- DC宇宙動畫原創電影
  - DC動畫電影宇宙（英语：DC Animated Movie Universe）

### 遊戲
- DC漫畫改編遊戲列表（英语：List of video games based on DC Comics）